# 541132 Leleākūhonua
541132 Leleākūhonua (designazione provvisoria 2015 TG387) è un oggetto transnettuniano. Presenta un'orbita caratterizzata da un semiasse maggiore pari a 1109,846706 au e da un'eccentricità di 0,9413259, inclinata di 11,65469° rispetto all'eclittica.
Scoperto nell'ottobre 2015 dall'Osservatorio di Cerro Tololo, fu annunciato nell'ottobre 2018. Date le lettere T e G della denominazione provvisoria e la vicinanza della scoperta ad Halloween, venne soprannominato The Goblin. L'asteroide ha ricevuto la denominazione ufficiale a giugno 2020 ed è dedicato all'omonima forma di vita citata nei miti hawaiani della creazione.

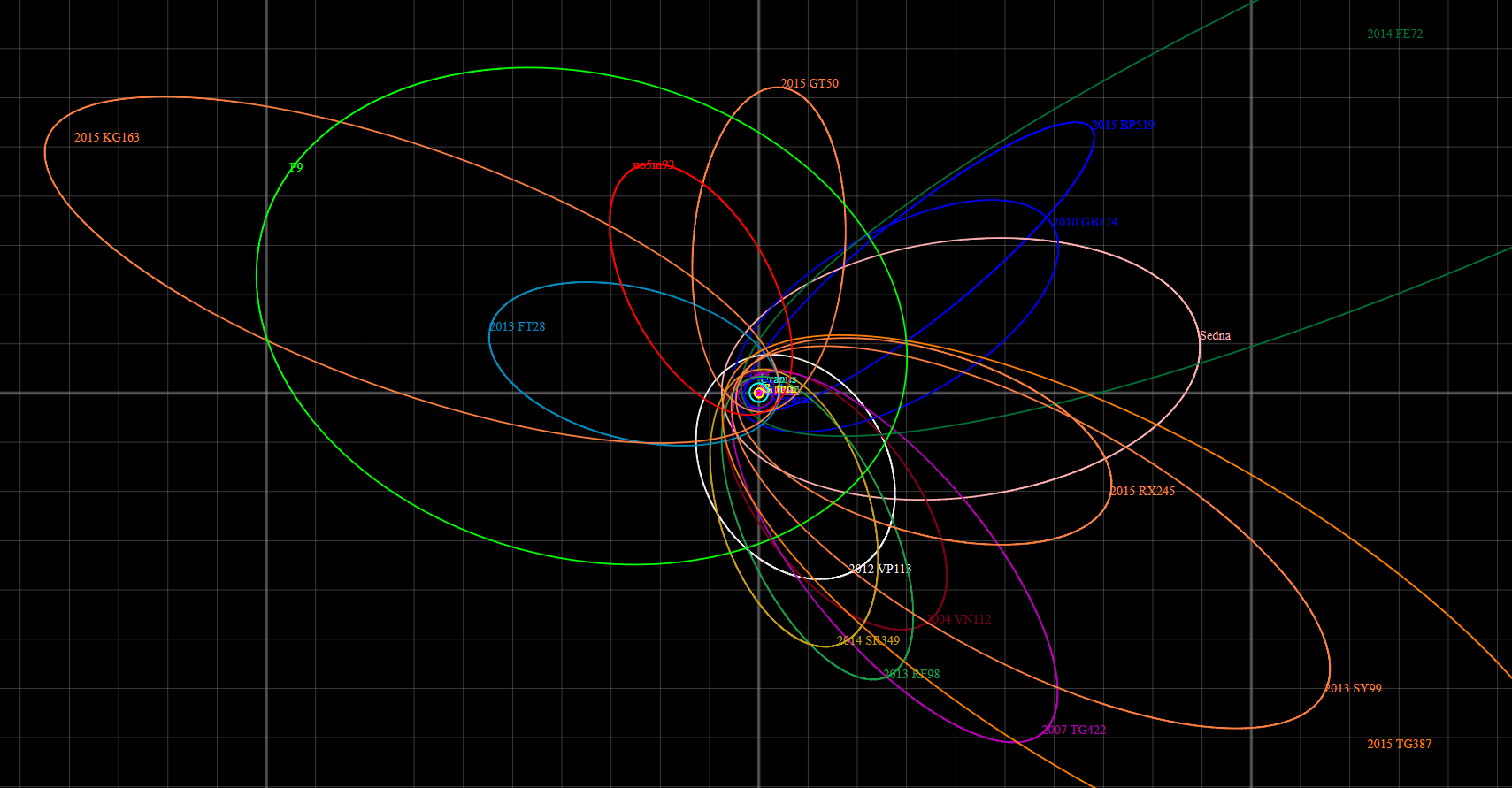
Orbita di "The Goblin" in basso a destra, a confronto con altre orbite, tra cui il presunto Pianeta Nove

Il corpo ha dimensioni stimate di circa 300 km di diametro e risulta il terzo sednoide scoperto, dopo Sedna e 2012 VP113. Ha un perielio di circa 65 au (a confronto per Sedna è di 76 au) e un afelio estremamente lontano, di 2037 au, arrivando ad un'eccentricità orbitale di 0,94. Queste caratteristiche contribuiscono all'ipotesi di un nono pianeta che deformi le orbite di corpi troppo lontani dal Sole, portandole a come sono attualmente.